# 에리스 스피어스
에리스 스피어스(영어: Aries Spears, 1975년 4월 3일 ~ )는 미국의 코미디언, 배우이다. 폭스 채널의 스케치 코미디 프로그램 《MADtv》에서 8년 가까이 고정으로 출연하였는데, 이는 다른 수많은 코미디언과 배우들에게 영감을 주었다고 전해진다.

## 출연 작품
- 체이스 (2019)
- 더 420 무비: 메리 & 제인 (2014)
- 후드 오브 호러 (2006)
- 더 프라우드 패밀리 무비 (2005)
- 지미니 글릭 인 라 라 우드 (2004)
- 카슨 데일리 쇼 (2002)
- 바보들의 사랑 (1998)
- 에이스 가이 (1997)
- 제리 맥과이어 (1996)